# Турантаев, Владимир Владимирович
Владимир Владимирович Турантаев (1912—1978) — советский военачальник, генерал-полковник (1963). Член ВКП(б) с 1943 года.

## Биография
Родился 9 июля 1912 года в селе Пожва (ныне — в Юсьвинском районе Пермского края).
С октября 1934 года — на службе в Красной Армии. В 1937 году окончил пехотную школу. С 1938 года служил командиром полуроты, с 1939 — помощника командира роты, в 1939 году — помощника начальника штаба полка, в 1939—1940 годах — помощника начальника оперативного отдела штаба дивизии. Участвовал в советско-финской войне 1939—1940 годов. С 1940 года — помощник начальника оперативного отделения штаба армии. Войну встретил в звании капитана.
Участник Великой Отечественной войны с июня 1941 года. В 1941—1942 годах — помощник начальника оперативного отделения штаба 43-й армии Западного фронта. В 1942—1945 годах — начальник оперативного отделения штаба этой армии. Окончил войну полковником. Участвовал в Смоленском оборонительном сражении, в Московской битве, в Ржевско-Вяземской, Смоленской, Витебской, Белорусской, Прибалтийской, Восточно-Прусской наступательных операциях.
После войны окончил Высшую военную академию имени К. Е. Ворошилова в 1948 году. С 1948 года служил первым заместителем начальника штаба армии. С начала 1950 года — начальник оперативного управления штаба Приморского военного округа. В июне-июле 1950 года вместе с подполковником Ю. В. Вотинцевым находился в срочной правительственной командировке в КНДР сразу после начала Корейской войны, имея задачу выяснения на месте истинного положения дел и информирования о них советского военного командования.
С апреля 1951 года — начальник штаба 39-й армии Забайкальского военного округа. В 1955 году — старший военный советник командующего армией Китайской народно-освободительной армии, с декабря 1955 года — начальник штаба 5-й армии Дальневосточного военного округа. В апреле 1958—1960 — командующий 15-й общевойсковой армией в Дальневосточном военном округе. С 1960 года — заместитель начальника Генерального штаба Вооружённых Сил СССР. С 1965 года — начальник штаба — первый заместитель Главнокомандующего Группы советских войск в Германии. С 1970 года — первый заместитель начальника Гражданской обороны СССР. С 1976 года в запасе.
Избирался депутатом Верховного Совета РСФСР 5-го и 7-го созывов.
Умер в 1978 году. Похоронен на Кунцевском кладбище в Москве.

## Награды
- орден Ленина (1967)
- три ордена Красного Знамени (23.01.1942, 10.07.1944, 1954)
- Орден Суворова 2-й степени (19.04.1945)
- орден Отечественной войны 1-й степени (9.10.1943)
- четыре ордена Красной Звезды (30.06.1943, 2.09.1950, 1962, 1969)
- орден «За службу Родине в Вооружённых Силах СССР» 3-й степени (30.04.1975)
- две медали «За боевые заслуги» (1940, 3.11.1943)
- медаль «За оборону Москвы»
- медаль «За взятие Кенигсберга»
- медали СССР

иностранные награды
- Орден Возрождения Польши 4-й степени (Польша, 6.10.1973)
- Орден «9 сентября 1944 года» 1-й степени с мечами (Болгария, 14.09.1974)
- Орден «За заслуги перед Отечеством» (ГДР, 1970)
- Орден Красного Знамени (Монголия, 6.07.1971)
- Медаль «30 лет Победы над милитаристской Японией» (Монголия, 1975)
- Медаль «50 лет Монгольской Народной Армии» (1971)
- Медаль «50 лет Монгольской Народной Революции» (1971)
- Медаль «90 лет со дня рождения Георгия Димитрова» (Болгария, 1974)